# Max Ernst Rottluff
Max Ernst Rottluff (ur. ?, zm. po 4 grudnia 1949) – zbrodniarz nazistowski, esesman, członek załogi niemieckiego obozu koncentracyjnego Sachsenhausen.
Należał do personelu Sachsenhausen od 1938 do 1943 roku. 4 grudnia 1949 wschodnioniemiecki sąd w Chemnitz skazał Rottluffa na karę śmierci za mordowanie i maltretowanie więźniów. O jego dalszym losie nic jednak nie wiadomo. 